# Grecja na zimowych igrzyskach olimpijskich
Grecja na zimowych igrzyskach olimpijskich – występy reprezentacji Grecji na zimowych igrzyskach olimpijskich.
Grecja startuje w zimowych edycjach od igrzysk w Garmisch-Partenkirchen w 1936 roku. Do 2018 roku wystąpili we wszystkich zimowych igrzyskach poza edycją z 1960 roku. Pierwszym greckim olimpijczykiem na zimowych igrzyskach był Dimitrios Negrepontis, który w Garmisch-Partenkirchen uczestniczył w biegu na 18 km techniką klasyczną oraz w kombinacji alpejskiej. W obu startach nie został sklasyfikowany.
W dziewiętnastu startach olimpijskich Grecy zaprezentowali się w ośmiu dyscyplinach sportowych – w biathlonie, biegach narciarskich, bobslejach, narciarstwie alpejskim, saneczkarstwie, skeletonie, skokach narciarskich i snowboardingu. Najliczniej reprezentowani byli w biegach narciarskich i narciarstwie alpejskim.
Nigdy nie zdobyli medalu zimowych igrzysk olimpijskich. Najlepszym miejscem osiągniętym przez greckich olimpijczyków było 13. miejsce uzyskane przez Cindy Ninos w skeletonowym ślizgu kobiet podczas igrzysk w Salt Lake City w 2002 roku.
Najliczniejsza reprezentacja Grecji wystąpiła na igrzyskach w Nagano w 1998 roku, kiedy to liczyła trzynaścioro sportowców – dziesięciu mężczyzn i trzy kobiety.

## Występy na poszczególnych igrzyskach
| Igrzyska                    | Rozmiar reprezentacji | Rozmiar reprezentacji | Rozmiar reprezentacji | Rozmiar reprezentacji | Zdobyte medale | Zdobyte medale | Zdobyte medale | Zdobyte medale | Źr.    |
| Igrzyska                    | Mężczyźni             | Kobiety               | Razem                 | Dyscypliny            | Złote          | Srebrne        | Brązowe        | Razem          | Źr.    |
| --------------------------- | --------------------- | --------------------- | --------------------- | --------------------- | -------------- | -------------- | -------------- | -------------- | ------ |
| Garmisch-Partenkirchen 1936 | 1                     | –                     | 1                     | 2                     | –              | –              | –              | –              | [ 2 ]  |
| Sankt Moritz 1948           | 1                     | –                     | 1                     | 1                     | –              | –              | –              | –              | [ 8 ]  |
| Oslo 1952                   | 3                     | –                     | 3                     | 1                     | –              | –              | –              | –              | [ 9 ]  |
| Cortina d’Ampezzo 1956      | 3                     | –                     | 3                     | 1                     | –              | –              | –              | –              | [ 10 ] |
| Innsbruck 1964              | 3                     | –                     | 3                     | 1                     | –              | –              | –              | –              | [ 11 ] |
| Grenoble 1968               | 3                     | –                     | 3                     | 2                     | –              | –              | –              | –              | [ 12 ] |
| Sapporo 1972                | 3                     | –                     | 3                     | 1                     | –              | –              | –              | –              | [ 13 ] |
| Innsbruck 1976              | 4                     | –                     | 4                     | 2                     | –              | –              | –              | –              | [ 14 ] |
| Lake Placid 1980            | 3                     | –                     | 3                     | 1                     | –              | –              | –              | –              | [ 15 ] |
| Sarajewo 1984               | 6                     | –                     | 6                     | 2                     | –              | –              | –              | –              | [ 16 ] |
| Calgary 1988                | 5                     | 1                     | 6                     | 2                     | –              | –              | –              | –              | [ 17 ] |
| Albertville 1992            | 7                     | 1                     | 8                     | 3                     | –              | –              | –              | –              | [ 18 ] |
| Lillehammer 1994            | 7                     | 2                     | 9                     | 5                     | –              | –              | –              | –              | [ 19 ] |
| Nagano 1998                 | 10                    | 3                     | 13                    | 6                     | –              | –              | –              | –              | [ 20 ] |
| Salt Lake City 2002         | 6                     | 4                     | 10                    | 5                     | –              | –              | –              | –              | [ 21 ] |
| Turyn 2006                  | 3                     | 2                     | 5                     | 3                     | –              | –              | –              | –              | [ 22 ] |
| Vancouver 2010              | 4                     | 3                     | 7                     | 3                     | –              | –              | –              | –              | [ 23 ] |
| Soczi 2014                  | 5                     | 2                     | 7                     | 4                     | –              | –              | –              | –              | [ 24 ] |
| Pjongczang 2018             | 2                     | 2                     | 4                     | 2                     | –              | –              | –              | –              | [ 5 ]  |